# پسری در فرانسه
پسری در فرانسه (به انگلیسی: A Boy in France) نام داستان کوتاهی از جروم دیوید سلینجر است.
پسری در فرانسه از معدود داستان‌های جروم دیوید سلینجر است که به مضمون نبرد و زد و خورد در جنگ می‌پردازد.
این داستان به نام «پسر سرباز در فرانسه» توسط انتشارات نیلا در مجموعه هفته‌ای یه بار آدمو نمی کشه به ترجمهٔ امید نیک‌فرجام و لیلا نصیری‌ها منتشر شده است.